# Country Express
Country Express är en finländsk country and western-grupp, Finlands mest framgångsrika i sin genre. 
Country Express bildades i Karis 1974 av steelgitarristen Göran Grönqvist (född 1941) som septett. Gruppen vann efter endast ett fåtal spelningar Nordiska countrymästerskapen på Liseberg i Göteborg 1975, vilket medförde publicitet i hemlandet samt ledde till skivkontrakt. Debutalbumet Country Express (1976), var en stor framgång nationellt och sålde över 25 000 exemplar, vilket belönades med en guldskiva följande år. Som pris för segern på Liseberg året innan uppträdde gruppen påsken 1976 på den internationella countryfestivalen på Wembley Stadium i London. 
År 1978 fick Country Express en inbjudan till Fan Fair-festivalen i Nashville, då gruppen förutom klubbspelningar uppträdde i amerikansk TV och på den inom countrymusiken legendariska Grand Ole Opry-scenen. Åren 1977–1987 arrangerade gruppen den internationella Country Cavalcade-festivalen i Karis. Gruppen har gjort radio- och TV-framträdanden i hemlandet samt uppträtt och turnerat i Finland, Sverige och Centraleuropa.